# Championnat du monde de patinage artistique 1902
Navigation
Mondiaux 1901 Mondiaux 1903
Le Championnat du monde de patinage artistique 1902 a lieu le 13 février 1902 à Londres au Royaume-Uni.
Ce mondial est la seule grande compétition internationale de l'année 1902, le championnat européen à Amsterdam ayant été annulé en raison du manque de glace.

## Podium
| Épreuves                      | Or             | Argent      | Bronze        |
| ----------------------------- | -------------- | ----------- | ------------- |
| Messieurs résultats détaillés | Ulrich Salchow | Madge Syers | Martin Gordan |

## Tableau des médailles
| Rang  | Nation      | Or | Argent | Bronze | Total |
| ----- | ----------- | -- | ------ | ------ | ----- |
| 1     | Suède       | 1  | 0      | 0      | 1     |
| 2     | Royaume-Uni | 0  | 1      | 0      | 1     |
| 3     | Allemagne   | 0  | 0      | 1      | 1     |
| Total | Total       | 1  | 1      | 1      | 3     |

## Détails de la compétition Messieurs
| Rang | Nom             | Nation      | Places | Points | Fig. impo. | Prog. libre |
| ---- | --------------- | ----------- | ------ | ------ | ---------- | ----------- |
| 1    | Ulrich Salchow  | Suède       | 5      | 365.2  | 1          | 1           |
| 2    | Madge Syers     | Royaume-Uni | 13     | 247.8  | 2          | 3           |
| 3    | Martin Gordan   | Allemagne   | 15     | 241.6  | 4          | 2           |
| 4    | Horatio Torromé | Argentine   | 17     | 236.6  | 3          | 4           |